# Raíces
| Оценки критиков | Оценки критиков |
| Источник        | Оценка          |
| --------------- | --------------- |
| AllMusic        | [ 2 ]           |

Raíces (Раи́сес, «Ко́рни») — студийный альбом испанского певца Хулио Иглесиаса, выпущенный в 1989 году. Альбом содержит перепевки классических стандартов любовных песен разных стран. Релиз был номинирован на премию Lo Nuestro Award в категории «Поп-альбом года».
Альбом входит в список «100 дисков, которые нужно иметь перед концом света»[es] (опубликованном в 2012 году компанией Sony Music).

## Список композиций
1. «Latino: Intro Latino / Tres Palabras / Perfidia / Amapola / Noche De Ronda / Quizas, Quizas, Quizas / Adios / El Manisero[англ.]» — 7:15
2. «Caballo Viejo / Bamboleo: Caballo Viejo / Bamboleo / Solo 1» — 4:41
3. «Mexico: Media Vuelta / Se Me Olvido Otra Vez / Y… / Mexico Lindo / Ay Jalisco No Te Rajes[англ.] / La Bamba / Solo 2» — 9:17
4. «Brasil: Intro Brasil / Desafinado / Mas Que Nada / Manha De Carnaval[англ.] / Aquarela Do Brasil[англ.] / Tristeza / Maria Ninguem / Samba De Orfeu» — 7:11
5. «Italia: Intro Italia / Torna A Surriento / Quando M’Innamoro / T’Ho Voluto Bene (Non Dimenticar) / O Sole Mio! / Quando Quando Quando[англ.]*» — 6:18
6. «Francia: Intro Francia / Ne Me Quitte Pas / Que C’est Triste Venise[англ.] / Et Maintenant / La Vie En Rose» — 5:23

## Сертификации
| Регион                                                      | Сертификация | Продажи |
| ----------------------------------------------------------- | ------------ | ------- |
| Нидерланды (NVPI)                                           | Золотой      | 50 000^ |
| ^ Данные о тиражах приведены только на основе сертификации. |              |         |